# Сагеней
Сагеней (на френски: Rivière Saguenay; на английски: Saguenay River) е река в Източна Канада, югоизточната част на провинция Квебек, ляв приток на река Сейнт Лорънс. Дължината ѝ от 698 км, заедно с река Перибонка, вливаща се в езерото Сен Жан ѝ отрежда 41-во място сред реките на Канада. Дължината само на река Сагеней е 217 км.

## Географска характеристика

### Извор, течение, устие
Река Сагеней изтича от източната част на езерото Сен Жан (98 м н.в.) при град Алма, в източната част на провинция Квебек. Тече в източна посока покрай градовете Жонкиер, Шикутими и Ла Байе и се влива отляво в естуара на река Сейнт Лорънс при град Тадусак. Истинската дължина на река Сагеней е едва 160 км, тъй като при град Шикутими реката се влива във фиорда Сагеней, който е разклонение на естуара на река Сейнт Лорънс.

### Водосборен басейн, притоци
Площта на водосборния басейн на Сагеней е 88 000 km2, който представлява 6,5% от водосборния басейн на река Сейнт Лорънс. Водосборният басейн на Сагеней граничи с още 6 други водосборни басейни: на югозапад – река Сен Морис; на запад – с реките Нотавай и Рупърт; на северозапад – с река Истмейн; на изток – с реките Утард и Бетсиамит.
Основен приток е река Шикутими, вливаща се в Сагеней отдясно при град Шикутими.

### Хидроложки показатели
Многогодишният среден дебит в устието на Сагеней е 1750 m3/s, като максимумът е през месеците юни и юли, а минимумът през януари и февруари. От ноември до април реката замръзва.

## Селища и икономическо значение
Долината на река Сагеней е сравнително гъсто заселена за страна като Канада, като тук живеят около 200 хил. души. По-големите градове по течението ѝ са:
- Алма – 30 904 души;
- Жонкиер – 54 842 души;
- Шикутами – 60 008 души;
- Ла Байе – 19 639 души;
- Тадусак – 813 души;

Градовете Жонкиер, Шикутами и Ла Байе образуват агломерацията Сагеней с население 144 746 души.

## Откриване и изследване на реката
Устието на реката (фиорда Сагеней) е открито през лятото на 1535 г. от френския мореплавател Жак Картие, по време на втората му експедиция към бреговете на Северна Америка.
По време на третата си експедиция в Канада Картие изпраща нагоре по Сагеней своя кормчия от португалски произход Жан Алфонс (Жуау Афонсу), който открива цялото течение на реката до изтичането ѝ от езерото Сен Жан.
През 1603 г. бъдещият изследовател на Канада и района на Големите езера Самюел дьо Шамплен, започва своята откривателска и изследователска дейност с извършването на първото изследване и грубо картиране на цялото течение на река Сагеней.